# Garvan, Gabrovo
Garvan (în bulgară Гарван) este un sat în comuna Gabrovo, regiunea Gabrovo,  Bulgaria. 

## Demografie
Componența etnică a satului Garvan
     Bulgari (91,93%)
     Nicio identificare (8,06%)
     Altele (0%)
La recensământul din 2011, populația satului Garvan era de 62 locuitori. Din punct de vedere etnic, majoritatea locuitorilor (91,93%) erau bulgari. Pentru 8,06% din locuitori nu este cunoscută apartenența etnică.